# Sailly-le-Sec
Sailly-le-Sec è un comune francese di 371 abitanti situato nel dipartimento della Somme nella regione dell'Alta Francia.

## Società

### Evoluzione demografica
Abitanti censiti